# Csinód
Csinód (románul: Cinod) falu Romániában, Hargita megyében, Csíkszentmártontól 13 kilométerre északkeletre, az Úz patak völgyében.

## Fekvése
A Csíki-havasok elszórt csángótelepüléseinek egyike. A 123-as számú megyei út mentén fekszik. A falu 2023-ig meglehetősen elszigetelt volt, megközelítése  csak egy földúton volt lehetséges, ami gyakran csak speciális járművek számára járható.
Patakjai: Katirésze-pataka, Őrház-pataka, Aklosbérce-pataka és a Nagylenes-pataka.

## Híres emberek
- Itt él sepsiszéki Nagy Balázs, erdélyi magyar néprajzkutató.[2]